# Um null Uhr schnappt die Falle zu
Um null Uhr schnappt die Falle zu ist der dritte Film der Jerry-Cotton-Serie aus den 1960er-Jahren.

## Handlung
Lew Hutton und Fat Krusky stehlen für einen geplanten Juwelenraub einen Lastwagen zum Transport von Nitroglycerin mit entsprechenden, deutlich aufgebrachten Warnhinweisen, den sie allerdings entladen wähnen. Zu ihrer Überraschung stellen sie nach dem Diebstahl des LKW fest, dass er noch voll beladen ist. Bei ihrem fingierten Unfall mit dem LKW vor einem Juweliergeschäft in New York kann dann ihre Komplizin Maureen aufgrund der wegen der Warnhinweise auf dem LKW sofort von der Polizei veranlassten weiträumigen Absperrung eine Million Dollar Beute machen. Den Inhalt des Lastwagens, 20 Kanister Nitroglycerin, hat Lew Hutton jedoch vorher versteckt.
Mittlerweile wird der Polizei klar, dass nicht nur die Juwelen gestohlen sind, sondern dass der beim Unfall leere LKW bedeutet, dass jemand unbefugt 20 Kanister Nitroglycerin besitzt. Die Polizei schaltet das FBI ein und Jerry Cotton übernimmt den Fall.
Der Gangster Larry Link hört von dem Überfall, lässt Hutton und Krusky ausschalten und gelangt durch Maureens Hilfe in den Besitz der Kanister. Mit der Drohung, große Teile Manhattans in die Luft zu sprengen, will Larry Link vom FBI fünf Millionen Dollar erpressen. Zur Unterstreichung seiner Forderung will er mit einem der Kanister von seinen Handlangern die stark befahrene Manhattan Bridge sprengen lassen. Jerry Cotton kann das in letzter Sekunde verhindern.
Das FBI unter Leitung von Mr. High entscheidet sich aber daraufhin dennoch, die fünf Millionen Dollar zu zahlen. Sie werden an Maureen übergeben, die mit einem Taxi flieht. Jerry Cotton hat jedoch einen Peilsender im Koffer mit dem Geld anbringen lassen und verfolgt sie so unentdeckt. Maureen bringt das Geld zu Larrys Komplizen, während Larry beim Nitro bleibt und über Funk Kontakt hält. Beim Umpacken des Geldes wird der Peilsender entdeckt, aber in diesem Moment trifft Jerry Cotton ein und verhaftet die Komplizen. Allerdings bekommt Larry über Funk alles mit und will nun wegen der gescheiterten Geldübergabe mit dem Nitro den Pennsylvania Express in die Luft jagen. Jerry Cotton gelingt es jedoch, auch dies zu verhindern. Dabei tötet er Larry Link. Die Countdown-Uhr im FBI bleibt bei der Zeit von 0:07 Minuten stehen.
Als Jerry anschließend seinen verdienten Urlaub antreten will, wird er zuvor von Mr. High zum nächsten Auftrag abberufen.

## Kritiken

Posterlogo

- Lexikon des internationalen Films: „Trotz inszenatorischer Schwächen ein leidlich spannendes Agentenabenteuer um die populäre Groschenheftgestalt. Voller Unwahrscheinlichkeiten, aber geschickt in der Abwandlung der üblichen Agentenfilm-Klischees.“[1]

- Evangelischer Filmbeobachter: „Zwar etwas besser als seine Vorgänger, aber immer noch nur mäßig spannender Serienkrimi, der unter Unwahrscheinlichkeiten und gestalterischen Unzulänglichkeiten leidet.“[2]